# 프란체스코 다미아니
프란체스코 다미아니(Francesco Damiani, 1958년 10월 4일 ~ )는 1985년부터 1993년까지 경쟁한 이탈리아의 전직 프로 복서이다. 1989년부터 1991년까지 타이틀을 보유하고 1987년부터 1989년까지 유럽 헤비급 타이틀을 보유한 최초의 WBO 헤비급 챔피언이었다. 아마추어로서 1982년 세계 선수권 대회와 1984년 하계 올림픽 슈퍼 헤비급 부문에서 은메달을 획득했다.

## 아마추어 경력
1980년 모스크바 올림픽에 참가하여 8강전에서 최종 은메달리스트 표트르 자예프에게 패했다. 이듬해 그는 탐페레에서 열린 유럽 아마추어 선수권 대회에서 우승했다. 1982년 뮌헨에서 열린 세계 아마추어 복싱 선수권 대회에서 그는 전설적인 테오필로 스티븐슨을 이겼지만 결승전에서는 타이렐 빅스에게 패했다. 1983년 바르나에서 그는 울리 카덴을 꺾고 두 번째로 유럽 챔피언이 되었다. 그는 1984년 AIBA에 의해 세계 1위 슈퍼 헤비급 선수로 선정되었다(2위였던 타이렐 비그스에 앞서). 1984년 로스앤젤레스 하계 올림픽에서 그는 비그스의 홈 관중들의 야유에도 불구하고 결승전에서 비그스에게 다시 패했다.